# Güstrower SC 09
Der Güstrower SC 09 ist ein Sportverein, der in der mecklenburgischen Stadt Güstrow zahlreiche Sportarten anbietet.

## Struktur
Der 2010 aus der Fusion des VfL Grün-Gold Güstrow und des PSV 90 Güstrow entstandene Güstrower SC 09 beherbergt über 1.300 Mitglieder (Stand: 1. Januar 2022). Er gliedert sich in 15 Abteilungen mit Sportarten wie Fußball, Badminton, Basketball, Faustball, Kegeln, Tischtennis oder Volleyball (Stand 2007). Trotz Schließung der Eishalle in Güstrow bestehen nach einer längeren Pause  Inlinehockey und Eishockey weiterhin als aktive Sparten im Verein. Das Training auf dem Eis wird seit 2016 in der Eishalle Malchow durchgeführt.

Der Fußballabteilung stehen unter anderem das Friedrich-Ludwig-Jahn-Stadion und der Sportpark Borwinseck zur Verfügung.

## Geschichte
Nach dem Ende des Zweiten Weltkrieges wurde in Güstrow zur Aufrechterhaltung des Sportbetriebes der Sportzirkel Grün-Gold Güstrow gegründet, nachdem zuvor durch die sowjetische Besatzungsmacht alle Sportvereine verboten worden waren. Erst nach Einführung des Systems der Betriebssportgemeinschaften in der DDR um 1950 wurde die BSG Einheit gegründet, die die bisherige Sportgemeinschaft John Brinkmann ablöste, die 1948 aus dem Sportzirkel hervorging. Sowohl SG als auch BSG betrieben hauptsächlich Fußball. Bis zur Abschaffung der ostdeutschen Länder 1952 spielte der Güstrower Fußball in Mecklenburg eine gute Rolle und war stets in der obersten Fußball-Liga des Landes vertreten. 1952 konnte allerdings nur Platz 10 in der Landesliga erreicht werden, und damit wurde Einheit Güstrow nach der Einführung der DDR-Bezirke in der Saison 1952/53 in die Bezirksliga Schwerin eingereiht, dies war zu dieser Zeit die 3. Liga im DDR-Fußballbetrieb.
Über zwei Jahrzehnte war Einheit Güstrow ständiges Mitglied der Bezirksliga Schwerin und belegte überwiegend Plätze im oberen Drittel der Tabelle. In der Saison 1972/73 gewann die Mannschaft die Bezirksmeisterschaft und qualifizierte sich damit für die zweitklassige DDR-Liga. Obwohl die Liga zu dieser Zeit mit 60 Mannschaften in fünf Staffeln kein besonderes Niveau aufwies, konnte Güstrow in der Nordstaffel A den Klassenerhalt nicht erreichen. Zwar wurden in den 22 Punktspielen sechs Siege erzielt, als Achillesferse erwies sich aber die Abwehr, die mit 47 Gegentreffern die zweitschlechteste Bilanz der Staffel zuließ. So war es auch das schlechtere Torverhältnis gegenüber der TSG Bau Rostock, das Einheit Güstrow 1974 als Drittletzter zum Abstieg verurteilte.
Dass die Mannschaft jedoch nach wie vor noch für Höhenflüge gut war, konnte sie in der Pokalsaison 1974/75 beweisen. Nacheinander schaltete sie die DDR-Ligisten Schiffahrt/Hafen Rostock und TSG Wismar jeweils mit 3:1 aus. In der 3. Runde bescherte das Los den Güstrowern den Oberligisten BFC Dynamo, dem sie dann allerdings mit 0:4 unterlagen.
Die Mannschaft zeigte auch in der Bezirksliga so viel Qualität, dass umgehend der Wiederaufstieg geschafft wurde. In den Spielzeiten 1975/76 und 1976/77 konnten sich die Mecklenburger in der DDR-Liga behaupten. In der Saison 1975/76 zählte auch der benachbarte F.C. Hansa Rostock zu den Punktspielgegnern. Am 5. November 1975 kam es in Güstrow zum Mecklenburg-Derby, zu dem 5.000 Zuschauer in den Sportpark Borwinseck kamen. Die Hausherren erreichten ein beachtliches 1:1. 1977/78 besiegelte die unterdurchschnittliche Abwehrleistung den erneuten Abstieg. Drei Siege und ein Torverhältnis von 21:64 reichten nur für den vorletzten Platz.

Logo des VfL Grün-Gold

Ab 1978 spielten die Güstrower Fußballer wieder in der drittklassigen Bezirksliga Schwerin, zunächst zwischen den Rängen 2 bis 8 pendelnd. 1984 trat die Mannschaft als BSG Lokomotive Güstrow an, allerdings in der Platzierung mit abnehmender Tendenz. Platz 12 in der Spielzeit 1989/90 stellte den Tiefpunkt der Entwicklung dar. Erst in der letzten Saison der Bezirksliga Schwerin in der Struktur des DDR-Fußballs kam Güstrow, jetzt als VfL Grün-Gold, nach der schlechten Bilanz der letzten Jahre auf einen beachtlichen dritten Platz.
Die Gründung des VfL war 1990 notwendig geworden, da nach der politischen Wende von 1989 die ökonomischen Grundlagen für die von regionalen Betrieben und Einrichtungen geförderten Betriebssportgemeinschaften entfallen waren. Aufgrund der Endplatzierung 1991 wurde der VfL in die neu geschaffene Landesliga Mecklenburg-Vorpommern eingegliedert. Am Ende der Saison 1991/92 musste Grün-Gold jedoch absteigen, und in den folgenden Jahren versank der Verein in den Niederungen des regionalen Fußballs. Erst 1997 gelang der Aufstieg in die Landesliga Mecklenburg-Vorpommern, damals die 6. Spielklasse. Im November 2001 erhielt die Fußballabteilung des VfL Grün-Gold Zuwachs, als sich ihr die Mannschaft des ETSV Güstrow anschloss.
Um der aktuellen und zukünftigen demografischen und gesellschaftlichen Entwicklung gerecht zu werden, entschlossen sich die Funktionäre des VfL Grün-Gold und des PSV 90 Güstrow, der 1990 aus der SG Dynamo Güstrow hervorgegangen war, zu einer Fusion. Aus dieser ging am 1. Juli 2010 der Güstrower SC 09 hervor. Der Güstrower SC spielt seit 2015 in der Verbandsliga Mecklenburg-Vorpommern.

### Ligenübersicht (Fußballabteilung)
| Zeitraum  | Liganame                                      | Klasse     | Vereinsname           |
| --------- | --------------------------------------------- | ---------- | --------------------- |
| 1946/1947 | Bezirksklasse Mecklenburg Staffel Mitte       | 1. Liga    | SG Güstrow            |
| 1947/1948 | Landesklasse Mecklenburg Staffel West         | 1. Liga    | SG Güstrow            |
| 1948/1949 | Landesklasse Mecklenburg Staffel West         | 1. Liga    | BSG John Brinckmann   |
| 1949/1950 | Landesklasse Mecklenburg Staffel Ost          | 2. Liga    | BSG John Brinckmann   |
| 1950–1952 | Landesklasse Mecklenburg                      | 3. Liga    | BSG Einheit Güstrow   |
| 1952–1973 | Bezirksliga Schwerin                          | 3./4. Liga | BSG Einheit Güstrow   |
| 1973/74   | DDR-Liga                                      | 2. Liga    | BSG Einheit Güstrow   |
| 1974/75   | Bezirksliga Schwerin                          | 3. Liga    | BSG Einheit Güstrow   |
| 1975–1978 | DDR-Liga                                      | 2. Liga    | BSG Einheit Güstrow   |
| 1978–1984 | Bezirksliga Schwerin                          | 3. Liga    | BSG Einheit Güstrow   |
| 1984–1988 | Bezirksklasse Schwerin                        | 4. Liga    | BSG Einheit Güstrow   |
| 1988–1990 | Bezirksklasse Schwerin                        | 4. Liga    | BSG LMB Güstrow       |
| 1990/1991 | Bezirksliga Schwerin                          | 3. Liga    | VfL Grün-Gold Güstrow |
| 1991/92   | Landesliga Mecklenburg-Vorpommern             | 4. Liga    | VfL Grün-Gold Güstrow |
| 1992/1993 | Bezirksliga Mecklenburg-Vorpommern Nord       | 5. Liga    | VfL Grün-Gold Güstrow |
| 1993–1995 | Bezirksklasse Mecklenburg-Vorpommern Nord III | 6./7. Liga | VfL Grün-Gold Güstrow |
| 1995–1997 | Bezirksliga Mecklenburg-Vorpommern Nord       | 7. Liga    | VfL Grün-Gold Güstrow |
| 1997–2009 | Landesliga Mecklenburg-Vorpommern Ost/Nord    | 6./7. Liga | VfL Grün-Gold Güstrow |
| 2010–2015 | Landesliga Mecklenburg-Vorpommern Nord        | 7. Liga    | Güstrower SC 09       |
| seit 2015 | Verbandsliga Mecklenburg-Vorpommern           | 6. Liga    | Güstrower SC 09       |